# 콘래드 힐튼
콘래드 니콜슨 힐튼(Conrad Nicholson Hilton, 1887년 12월 25일 ~ 1979년 1월 3일)은 미국의 사업가로, 힐튼 호텔 창업자이다. 뉴멕시코 준주 (현 뉴멕시코주) 샌안토니오에서 노르웨이계 독일인 이민자의 아들로 태어났다. 미국 육군 뉴 멕시코 예비포병사관후보생학교에서 교육을 받은 후 1차 세계 대전에 미국이 참전하면서 프랑스로 파병되었다. 퇴역 후 텍사스주 시스코로 이주하여 당초 은행을 인수하여 은행가가 되려고 했지만, 우연히 찾아낸 모블리 호텔을 1919년 인수하였고, 그 일이 그의 호텔 경영의 시초가 되었다. 그 다음은 호텔 경영에 재능을 발휘하여 1930년에는 힐튼 호텔, 최초의 고급 호텔인 플라자 호텔을 개업했다. 대공황기에는 파산 직전까지 몰렸지만, 그 후 재건하였고 1946년에 힐튼 호텔 코퍼레이션을 설립하고 주식을 상장했다. 그 사업은 순조롭게 진행되어 현재에 이르고 있다. 1979년 1월 3일, 샌타모니카에서 노환으로 사망했다.

## 개인적인 삶
1925년 힐턴은 Mary Adelaide Barron와 결혼하였고. 그들은 1934년 이혼하기 전까지 3명의 아이를 낳았다(: Conrad Nicholson "Nicky" Hilton, Jr., William Barron Hilton, and Eric Michael Hilton). 그리고 힐턴은 배우 자 자 가보르(Zsa Zsa Gabor)와 결혼하여 1947년 이혼하기 전까지 한 명의 아이를 낳았다(Constance Francesca Hilton) . 이혼 후 그의 전 부인 가보르는 그녀의 자서전 "인생이 한번인 것은 충분하지 않아"에서 힐튼이 결혼 생활에서 그녀를 강간해서 아이를 가지게 되었다고 말하였다. 그녀의 딸 프란체스카 힐튼(Francesca Hilton)는 2015년 1월 5일 67세의 나이로 사망하였다. 1976년 힐튼은 Mary Frances Kelly와 결혼하였고 그들의 결혼생활은 힐튼이 죽기 전 1979년까지 지속되었다. 그리고 그 후 Mary hilton은 2006년 사망하였다.

## 경영권 승계
1951년 아버지의 호텔 사업을 물려받은 배런 힐튼은 30여년 동안 힐튼 회장직을 역임하며 힐튼 호텔을 세계적인 브랜드로 키웠다.

## 유산
- 콘래드 N. 힐튼 재단 - 1944년 콘래드 니콜스 힐튼에 의해 창립, 이 제단의 사명은 전세계 인류의 고통을 경감시키는 것이다.
- 콘래드 니콜스 힐튼 인도주의 상 - 1996년 (영어) 콘래드 N. 힐튼 재단에 의해 만들어졌다.
- 콘래드 니콜스 힐튼 칼리지 - 휴스턴 대학교의 호텔관광경영학부이다
- 콘래드 니콜스 힐튼 도서관 - 미국 요리협회에 위치하여있다.

## 자서전
- 나의 손님이 되라,콘래드 힐턴의 자서전 (프렌티스 홀 출판사 , 1958)
- 여관주인의 영감 (개인 출판 , 1963)

## 역대 선거 결과
| 선거명      | 직책명                        | 대수 | 정당   | 득표율 | 득표수 | 결과 | 당락                 |
| ----------- | ----------------------------- | ---- | ------ | ------ | ------ | ---- | -------------------- |
| 1912년 선거 | 하원의원 (뉴멕시코 제2선거구) | 1대  | 공화당 | 0%     | 표     | 1위  | 뉴멕시코 주의원 당선 |
| 1914년 선거 | 하원의원 (뉴멕시코 제2선거구) | 2대  | 공화당 | 0%     | 표     | 1위  | 뉴멕시코 주의원 당선 |

## 관련 홈페이지
- (영어) 콘래드 N. 힐턴 재단

| 전임 (신설) | 제1·2대 하원의원 (뉴멕시코 제28선거구) 1912년 ~ 1916년 | 후임 키아누 로빈슨 |